# Какутани, Сидзуо
Сидзуо Какутани (в некоторых русских источниках Сизуо или Шизуо Какутани; яп. 角谷 静夫, англ. Shizuo Kakutani, 1911—2004) — японский, позднее американский математик. Тематика трудов:  функциональный анализ, комплексный анализ, топологические группы, банаховы и гильбертовы пространства, марковские процессы, теория меры, эргодическая теория и др. Наиболее известное его достижение — теорема о неподвижной точке.
Член Американской академии искусств и наук (1959 год). Лауреат двух наград Японской академии наук — Императорской премии и Премии Японской академии наук (1982) — за его научные достижения в целом и особенно работы по функциональному анализу.

## Биография
Какутани родился в Осаке в семье юриста. окончил Университет Тохоку в Сендае, с 1934 года работал в Университете Осаки помощником преподавателя. Его публикации привлекли внимание Германа Вейля, и тот в 1940 году пригласил молодого математика в США, на двухлетний срок. Какутани провёл год с небольшим в принстонском Институте перспективных исследований, где познакомился с такими выдающимися математиками, как Джон фон Нейман, Норберт Винер, Пол Ричард Халмош, Пал Эрдёш. После вступления США в войну с Японией (1941) Какутани решил вернуться в Японию, так как его очень беспокоила судьба матери. Пришлось избрать сложный путь возвращения — на шведском корабле через Мадагаскар, где пассажиров-японцев обменяли на американцев, добравшихся на японском корабле.
В 1941 году Какутани защитил диссертацию и стал доцентом в Университете Осака. По окончании войны Какутани получил новое приглашение из Принстона и вернулся в США (1948 год), а через год стал профессором Йельского университета. Несмотря на недавнюю войну с Японией, он завоевал уважение и симпатии студентов. В Йельском университете Какутани оставался до своей отставки в 1982 году.
Какутани был приглашённым докладчиком на Международном конгрессе математиков 1950 года (Кембридж, штат Массачусетс, США).
В 1952 году Какутани встретил в Нью-Йорк Кейко («Кей») Утиду (Kay Uchida, 1918—2008) и женился на ней. Их единственная дочь, Митико Какутани — литературный критик, лауреат Пулитцеровской премии.
После отставки (1982) получил звание почётного профессора Йельского университета. Скончался в возрасте 92 лет.

## Научная деятельность
Диапазон научных интересов Какутани был чрезвычайно широк — функциональный анализ, комплексный анализ, топологические группы, банаховы и гильбертовы пространства, марковские процессы, теория меры, графы и сети, броуновское движение, эргодическая теория. Его число Эрдёша равно 1.
Теорема Какутани о неподвижной точке является обобщением теоремы Брауэра. Версия Какутани относится не только к однозначным, но и к многозначным функциям (отображениям). Теорема Какутани была с успехом использована в нескольких важных исследовательских темах, в том числе:
- Доказательство существования равновесия по Нэшу в теории игр, принесшее Джону Нэшу Нобелевскую премию.по экономике.
- Модель Эрроу — Дебрё в  общей теории равновесия.

Среди других математических достижений Какутани:
- Теорема Маркова — Какутани о неподвижной точке
- Теорема Какутани (теория меры)[англ.]
- Теорема Какутани (геометрия)[англ.].
- Лемма Какутани — Рохлина[англ.].
- «Небоскрёб Какутани» (англ. Kakutani skyscraper)— важное понятие эргодической теории, изучающей динамические системы с инвариантной мерой и связанные с ним проблемы[11].
- Оригинальное решение уравнения Пуассона с использованием методов стохастического анализа[англ.].
- Независимо исследовал «гипотезу Коллатца» (она же «сиракузская проблема»), которую часть источников называет «гипотезой Какутани».

## Избранные статьи
- A generalization of Brouwer's fixed point theorem. Duke Mathematical Journal (1941): 457–459. doi:10.1215/S0012-7094-41-00838-4
- Concrete representation of abstract (L)-spaces and the mean ergodic theorem. Annals of Mathematics (1941): 523–537. doi:10.2307/1968915
- Concrete representation of abstract (M)-spaces (A characterization of the space of continuous functions). Annals of Mathematics (1941): 994–1024. doi:10.2307/1968778
- On equivalence of infinite product measures. Annals of Mathematics (1948): 214–224. doi:10.2307/1969123

Сборник английских переводов его избранных статей:
- Shizuo Kakutani. Selected papers / Robert R. Kallman, editor. Birkhäuser Basel, 1986. ISBN 978-0-8176-3279-3.